# Arena Lublin
L'Arena Lublin   è uno stadio polacco della città di Lublino.

## Storia
Nel 2019 ha ospitato il mondiale under 20.